# Svart duvhök
Svart duvhök (Astur melanoleucus) är en fågel i familjen hökar inom ordningen hökfåglar. Den förekommer i Afrika söder om Sahara. Arten minskar i antal men beståndet anses ändå vara livskraftigt.

## Utseende och läte
Svart duvhök är en stor och kraftfull hök med svartvit fjäderdräkt. De flesta individer har vitt på bröstet, men vissa har nästan helsvart undersida. Mörkbröstade fåglar liknar mörk fas av gabarhök och ovambosparvhök, men är större med gula ben och gul näbbrot. Den kan också likna afrikansk hökörn och skogsörn, men är snabbare i flykten och är mer långstjärtad. Ungfågeln har mörka streck undertill på en vit eller rostfärgad grund. Bland lätena hörs utdragna ylande och uppjagade grälande serier.

## Utbredning och systematik
Arten lever i Afrika och delas upp i två underarter. A. m. temminckii förekommer från Senegal och Gambia till Gabon, Kongo-Kinshasa och Centralafrikanska republiken medan nominatformen förekommer från östra Sudan till nordvästra Etiopien, och från Kenya till Angola och Sydafrika

### Släktskap och släktestillhörighet

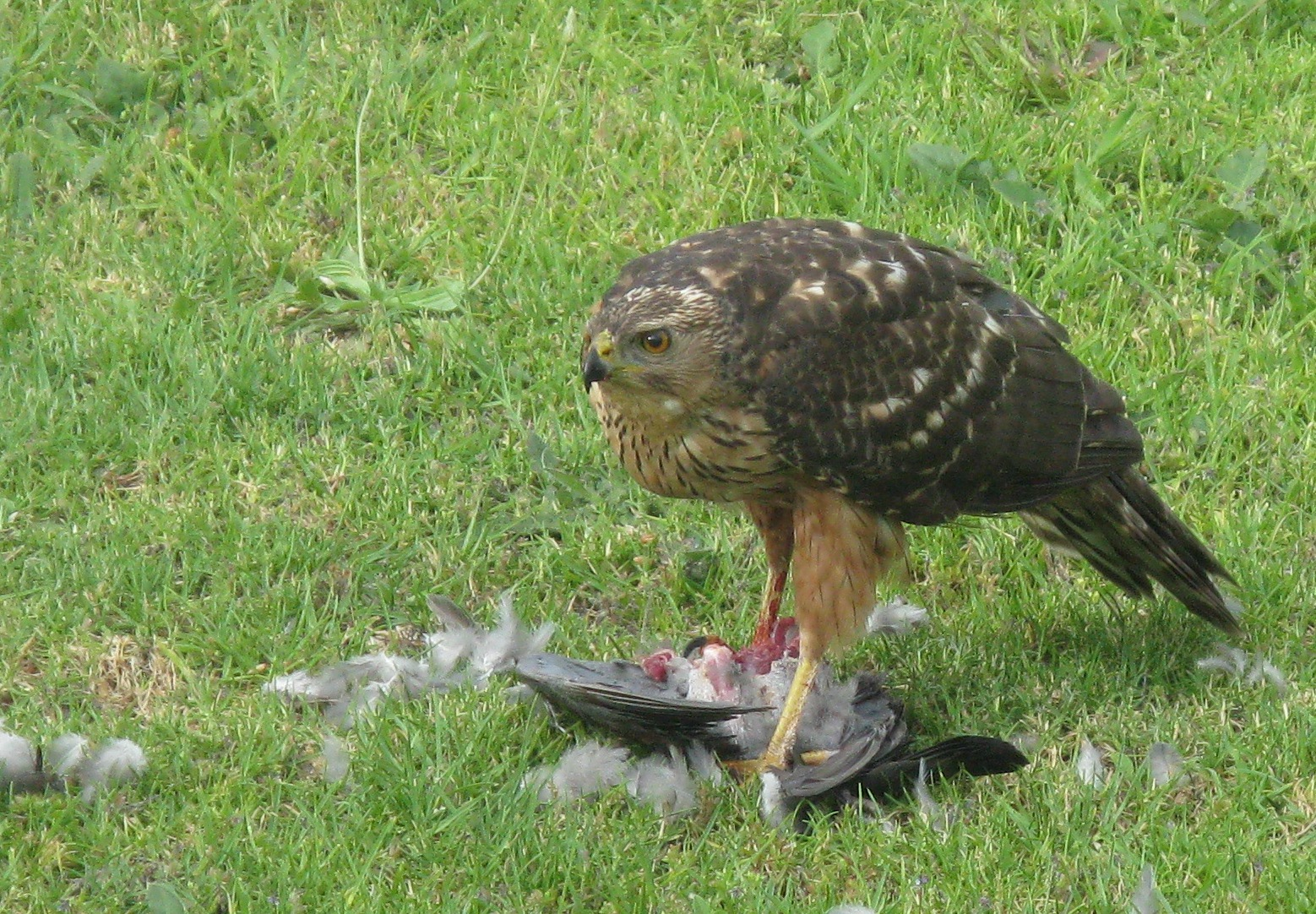
Subadult hona som fångat en rödögd duva.

Svart duvhök står nära duvhöken (A. gentilis) som enligt DNA-studierna faktisk står närmare kärrhökarna i Circus än typarten för Accipiter, den europeiska sparvhöken (Accipiter ninus). För att kärrhökarna ska kunna behållas i ett eget släkte delas därför Accipiter delas upp i flera mindre släkten, däribland Astur.

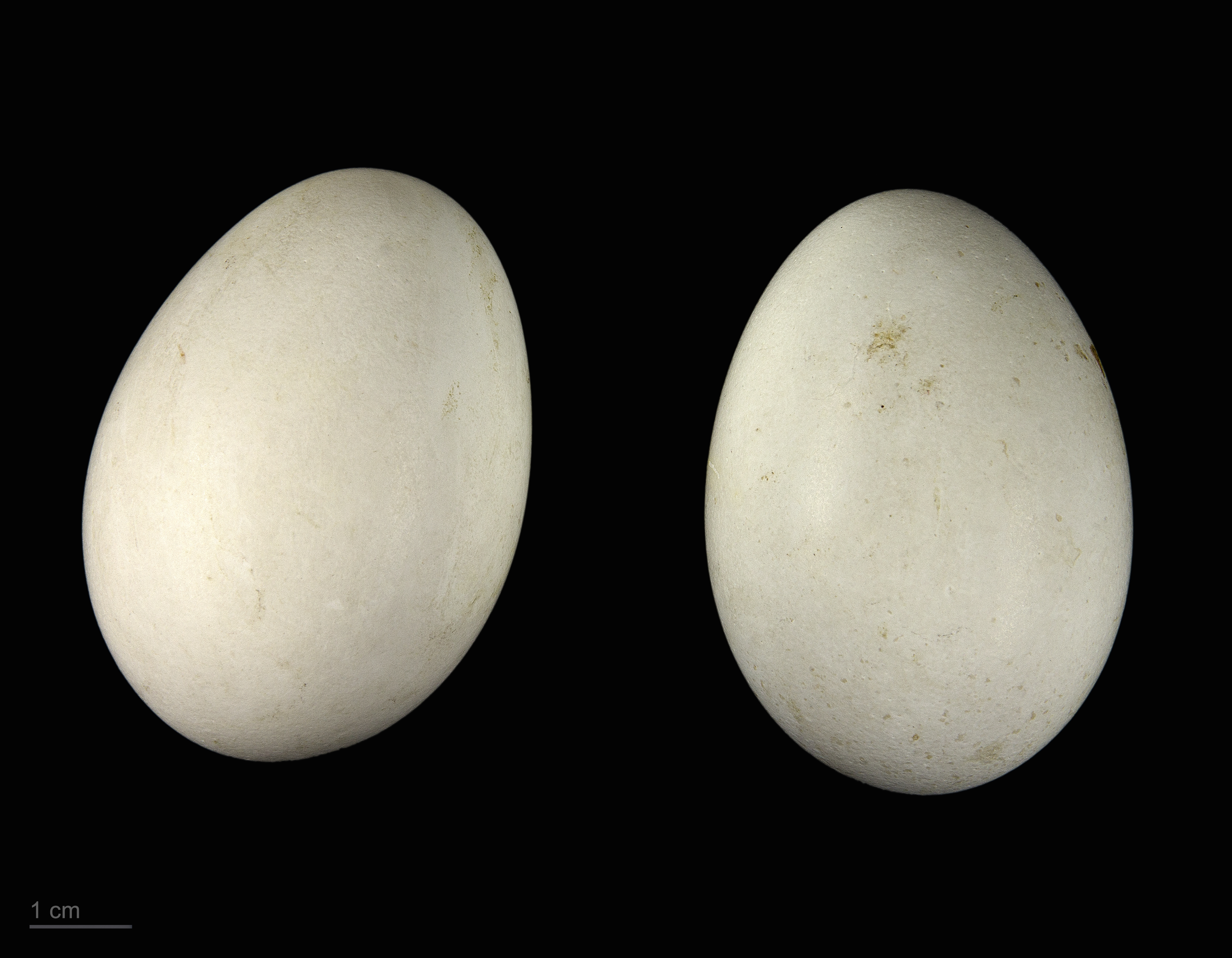
Ägg från svart duvhök

## Status och hot
Arten har ett stort utbredningsområde och en stor population, men tros minska i antal, dock inte tillräckligt kraftigt för att den ska betraktas som hotad. IUCN kategoriserar därför arten som livskraftig (LC).